# Rohbaulichte
Die Rohbaulichte ist eine Maßangabe aus dem Bauwesen für lichte Maße im Rohbau-Zustand eines Gebäudes. 
Die Rohbaulichte bezeichnet typischerweise die Größe der Maueröffnungen eines Bauwerks vor dem Verputzen, dem Verkleiden oder dem Einbau von Türen oder Fenstern. 
Die Rohbaulichte ist immer größer als das Ausbaumaß, weil im Zuge des Innenausbaus Verkleidungen sowie Ein- und Aufbauten vorgenommen werden (z. B. Putz oder Türzargen). Erst nach Fertigstellung ergibt sich die endgültige lichte Breite und lichte Höhe der Wandöffnungen.